# Drei Tage auf Leben und Tod - aus dem Logbuch der U.C.1
Pour plus de détails, voir Fiche technique et Distribution.
Drei Tage auf Leben und Tod - aus dem Logbuch der U.C.1 - littéralement en français : Trois jours de vie et de mort - extrait du journal de bord du sous-marin U.C.1 - est un film allemand réalisé par Heinz Paul, sorti en 1929.

## Synopsis
Durant la Première Guerre mondiale, le sous-marin allemand U.C.1 se retrouve pendant trois jours dans un état critique entre la vie ou la mort alors qu'il rentre après une mission dans l'Atlantique. Le voyage de retour se transforme en patrouille lorsque l'U.C.1 repère un paquebot français au-dessus de l'eau. Le cargo se dirige droit vers le sous-marin allemand afin de l'éperonner. Cependant, Kaleu, le capitaine du sous-marin allemand parvient à l'éviter au dernier moment. Le lendemain, un croiseur ennemi attaque l'U.C.1. Là encore, le capitaine agit avec beaucoup de prudence et sauve la vie de ses hommes.
Le dernier des trois jours s'avère être le plus dangereux pour l'équipage : le sous-marin doit franchir un barrage de mines marines lors de sa traversée de la Manche. L'hélice du navire se retrouve prise dans un filet d'acier. L'équipage pense alors que son sort est déjà scellé, lorsqu'un jeune marin à bord se porte volontaire pour plonger dans la mer et couper le filet. La mission est réussie et tout l'équipage rentre dans son pays natal.

## Fiche technique
- Titre : Drei Tage auf Leben und Tod - aus dem Logbuch der U.C.1
- Réalisation : Heinz Paul
- Scénario : Hella Moja
- Photographie : Carl Blumenberg et Viktor Gluck (en)
- Pays de production : République de Weimar
- Format : Noir et blanc - Film muet
- Genre : guerre
- Date de sortie : 1929

## Distribution
- Carl de Vogt : le commandant de l'U.C.1
- Angelo Ferrari : le premier officier
- Carl Walther Meyer (en) : le second officier
- John Mylong : le chef
- Fritz Kampers : le second chef
- Hans Tost (en) : le volontaire
- Arthur Duarte (en) : un marin-torpilleur
- Fritz Beckmann (de) : le capitaine
- Jackie Monnier : Jeannette
- Charles Vanel : le barreur
- Arthur Reinhardt (en) : un marin de l'U.C.1